# Enn Eesmaa
Enn Eesmaa (ur. 7 czerwca 1946 w Tallinnie) – estoński dziennikarz, prezenter telewizyjny, polityk i samorządowiec, poseł do Riigikogu.

## Życiorys
W 1964 ukończył szkołę średnią, a w 1969 studia z zakresu filologii angielskiej na Uniwersytecie Tallińskim. W latach 1970–1993 pracował w estońskiej telewizji Eesti Televisioon, był m.in. zastępcą dyrektora programowego, wydawcą programu informacyjnego Aktuaalne Kaamera, prezenterem wiadomości oraz programów kulturalnych i rozrywkowych. W latach 1989–1993 był jednocześnie korespondentem fińskiej telewizji MTV3. Później do 1994 pełnił funkcję doradcy prezydenta Lennarta Meriego do spraw mediów. Następnie związany z prywatnymi telewizjami jako dyrektor generalny EVTV (1994–1996) i szef działu informacji w TV3 (1994–2003).
W 2003 zaangażował się w działalność polityczną, dołączając do Estońskiej Partii Centrum. Z jej ramienia w tym samym roku został wybrany do Zgromadzenia Państwowego. Z powodzeniem ubiegał się o reelekcję w wyborach w 2007, 2011, 2015 i 2019. Zajmował m.in. stanowisko wiceprzewodniczącego estońskiego parlamentu. W latach 2005–2013 był równocześnie radnym miejskim w Tallinnie, a w 2017 zasiadł w radzie gminy wiejskiej Sarema. W 2023 pozostał deputowanym na kolejną kadencję estońskiego parlamentu (zastąpił na jej początku jednego z polityków, który odmówił objęcia mandatu). W 2024 zrezygnował z członkostwa w partii.

## Odznaczenia
- Order Gwiazdy Białej IV klasy – 2002[1]
- Krzyż Komandorski Orderu „Za Zasługi dla Litwy” – 2006[1][5]
- Medal Rady Bałtyckiej – 2018[6]